# 補酵素A
補酵素A（ほこうそA、コエンザイムA あるいは CoA）は、生物にとって極めて重要な補酵素（助酵素）である。パントテン酸とアデノシン二リン酸、およびシステアミンから構成されており、化学式はC21H36P3N7O16S、分子量は767.5 g/molである。
末端にあるチオール基に様々な化合物のアシル基がチオエステル結合することによってクエン酸回路やβ酸化などの代謝反応に関わる。例えばアセチル基が結合したものはアセチルCoAである。その他にも多くの補酵素Aのチオエステル化合物がある。
1945年、ピルビン酸からクエン酸回路に入る過程の中間体「活性酢酸」（アセチルCoA）としてリップマンによって発見された。この業績により、彼は1953年にノーベル賞を受賞した。なお、同年、一緒に授賞したクレブスは、1937年にクエン酸回路を完成したことで有名である。しかし、1937年当時は補酵素Aはまだ知られておらず、中間代謝の研究におけるリップマンの業績は非常に大きいといえる。

## 生体内での動作
アセチルCoAは様々な経路によって生産される。最も代表的なものは解糖系（EM経路）で、ピルビン酸を原料とし、ピルビン酸デヒドロゲナーゼ複合体の働きによって生成する。その他にも脂肪酸の代謝や、アミノ酸の異化によっても生成する。また、一部の嫌気性微生物は二酸化炭素と水素を反応させることによって作り出す。この経路はアセチルCoA経路と呼ばれる。殆どの生合成経路に関連する、最も重要な化合物といっても過言ではない。クエン酸シンターゼによってオキサロ酢酸と反応してクエン酸となりクエン酸回路に組み込まれる。また、アセチルCoAチオラーゼの働きによりアセトアセチルCoAとなってメバロン酸経路の出発物質となる。また、マロニルCoAとともに酢酸-マロン酸経路とも関連している。

## 補酵素Aのおもな誘導体
アセトアセチルCoA
アセチル基がアセチルCoAに結合したもので、チオラーゼが触媒するアセチルCoA 2分子の縮合反応によって生成する。テルペノイド合成（メバロン酸経路）及びβ酸化の最終段階で現れる。詳細については各生合成経路を参照のこと。
カフェオイルCoA
コーヒー酸と補酵素Aからなる。リグニン生合成に関わる物質の一つで、trans-コーヒー酸から4-クマル酸リガーゼの働きによって生成する。キナ酸 O-ヒドロキシシンナモイルトランスフェラーゼによりクロロゲン酸が生成。また、シンナモイルCoAレダクターゼによりコーヒーアルデヒドができる。
クマロイルCoA（4-クマロイルCoA）
p-クマル酸（4-ヒドロキシケイ皮酸）と補酵素Aが縮合したものであり、フェルロイルCoA、シンナモイルCoA、シナポイルCoA及びカフェオイルCoAとともにフェニルプロパノイド/リグナン合成の中間体であり、フラボノイド生合成の出発物質でもある。トリヒドロキシスチルベンシンテターゼによってトリヒドロキシスチルベンとなり、シンナモイルCoAレダクターゼにより、クマリルアルデヒドとなる。
グルタリルCoA
グルタル酸と補酵素Aの縮合化合物。リシンおよびトリプトファンの分解に伴って生成する2-オキソアジピン酸と補酵素Aが2-オキソアジピン酸デヒドロゲナーゼによって縮合して生成する。あるいは、グルタル酸-CoAリガーゼによる縮合反応によってできる。グルタリルCoAレダクターゼによってクロトニルCoAとなる。
クロトニルCoA
クロトン酸とのチオエステル化合物。トリプトファンおよびリシン代謝の中間体として、グルタリルCoAがグルタリルCoAレダクターゼによって還元されて生成する。これはさらにエノイルCoAヒドラーゼによる還元を受け、3-ヒドロキシブタノイルCoAとなり、最終的には解糖系に組み入れられる。
シナポイルCoA
4-クマル酸-CoAリガーゼによってシナップ酸とCoAのチオエステル化合物で、ケイ皮酸などともにリグニン生合成に関連する化合物。シンナモイルCoAレダクターゼによってシナポイルアルデヒドとなる。さらにこの化合物は還元されてシナポイルアルコールとなり、リグニンの直接の原料となる。
シンナモイルCoA
ケイ皮酸と補酵素Aから4-クマル酸-CoAリガーゼにより生成する。リグニン合成に関連する化合物の一種である。シンナモイルCoAレダクターゼにより還元されてシナミルアルデヒドとなるほか、ピノシルビンシンテターゼによりピノシルビンとなる。
スクシニルCoA（サクシニルCoA）
コハク酸と補酵素Aのチオエステル化合物で、クエン酸回路を構成する化合物の1つである。これは2-オキソグルタル酸と補酵素Aが2-オキソグルタル酸デヒドロゲナーゼによって反応してできる化合物で、スクシニルCoAシンテターゼにより、コハク酸となる。この化合物の重要な役割はクエン酸回路の中間体であるということだけでなく、クエン酸回路の反応を調節する点にある。スクシニルCoAによってクエン酸シンターゼ及び2-オキソグルタル酸デヒドロゲナーゼがアロステリック効果により阻害を受けるのである。スクシニルCoAは脂肪酸代謝でも重要な役割を果たす。脂肪酸代謝において、偶数個の炭素を有する脂肪酸はβ酸化によりアセチルCoA単位に分割されてクエン酸回路に組み込まれるが、奇数個の炭素を有する脂肪酸は最後にプロピオニルCoAが残ってしまう（プロピオニルCoAはアミノ酸の代謝によっても生成する）。これを代謝するためにプロピオニルCoAは特殊な酸化を受ける。即ち、プロピオニルCoAカルボキシラーゼによって2位の炭素がカルボキシル化し、D-メチルマロニルCoAとなる。さらにこれはメチルマロニルCoAラセマーゼによりラセミ化し、L-メチルマロニルCoAとなる。これがメチルマロニルCoAムターゼにより異性化し、スクシニルCoAとなった上でクエン酸回路に組み込まれるのである。
3-ヒドロキシブタノイルCoA
トリプトファン及びリシンの分解の中間体である化合物で、形式的には3-ヒドロキシ酪酸と補酵素Aのチオエステル化合物。生体内ではクロトニルCoAがエノイルCoAヒドラーゼによって水素化されることにより生成する。3-ヒドロキシアシルデヒドロゲナーゼによってアセトアセチルCoAとなる。
ヒドロキシメチルグルタリルCoA
略称のHMG-CoAで知られている。アセトアセチルCoAがHMG-CoAシンテターゼによって還元されて生成する。メバロン酸回路の中心的な化合物であり、HMG-CoAレダクターゼによってメバロン酸となる反応がテルペノイド/ステロイド/カロテノイド合成の律速反応である。そのため、英語ではメバロン酸経路をHMG-CoA経路と呼んでいる。
フェルロイルCoA
フェルラ酸（3-メトキシ-4-ヒドロキシケイ皮酸）と補酵素Aの縮合化合物。フェルラ酸から4-クマル酸-CoAリガーゼによって生成する経路と、カフェオイルCoAからカフェオイル-CoA Oレダクターゼによって生成する経路がある。シンナモイルCoAレダクターゼにより、コニフェリルアルデヒドとなる。
プロピオニルCoA
プロピオン酸と補酵素Aのチオエステル化合物。奇数炭素鎖脂肪酸やバリン、ロイシン、イソロイシン及びβ-アラニンの分解によって生成する、中間体。直接にはアクリロイルCoAがアシルCoAデヒドロゲナーゼによって生成する。プロピオニルCoAカルボキシラーゼによりカルボキシル化され、メチルマロニルCoAとなった後、いくつかの反応を受けてスクシニルCoAとなり、クエン酸回路に組み込まれる。
マロニルCoA
マロン酸と補酵素Aのチオエステル化合物である。酢酸-マロン酸経路及び脂肪酸合成でみられる。酢酸-マロン酸経路ではアセチルCoAと縮合反応をすることにより、ポリケチドや芳香族化合物生合成の基質となる。また、脂肪酸合成ではアセチルCoAがアセチルCoAカルボキシラーゼによってマロニルCoAとなる。これはATPを消費する吸エルゴン反応で脂肪酸合成の律速段階である。また、この反応にはビオチンが必須である。このマロニルCoAはアシルキャリヤータンパク質 (ACP) と結合してアセチル基を付加されるなどして炭素鎖が延長され、脂肪酸となる（詳細は脂肪酸を参照）。